# エリコンバルザース
エリコンバルザース（OC Oerlikon Balzers AG）は、リヒテンシュタイン公国バルザースに本社を置く、薄膜コーティング装置の製造および、コーティング受託加工行っている企業。
親会社OCエリコン・ホールディング (OC Oerlikon Holding AG) はスイス証券取引所 (SWX) に上場している。

## 沿革
社歴は1946年に当時のリヒテンシュタイン公フランツ・ヨーゼフ2世 Prince Franz Josef II と、スイスの産業人 Emil Georg Bührle の援助を得て、Max Auwärter が、 リヒテンシュタインのバルザースに Gerätebauanstalt Balzers を設立したことにさかのぼる。
目的は、当時ほとんど知られていなかった、また十分に研究されていなかった真空薄膜技術を産業規模で使用可能にすることであった。薄膜コーティング用の装置機器は、その頃まだどこにも無かった為、 社内で開発し製作した。設立当初最も需要のあった用途は、陽光から目を守る無反射の眼科用レンズ、カメラ用レンズ、工学フィルターおよび反射板の無反射コーティングおよび電子産業向けの薄膜であった。

## 事業
製造装置およびプロセス両方を手がける同社の物理気相成長 (PVD) 法による薄膜コーティング表面処理はBALINIT（バリニット）ブランドとして展開されている。BALINITコーティングは、硬さ・耐摩耗性や潤滑性・耐食性の向上を目的として、切削工具や金型、ダイカスト型、射出成形型、精密部品、自動車部品用途として、世界中で広く利用されている。
同社は、コーティングの受託加工を行う工場を世界36カ国で100箇所以上（2021年現在）展開しており、同分野における世界市場のシェアは1位である。

## 社歴
- 1946年 - リヒテンシュタイン公国バルザースにて Gerätebauanstalt Balzers が設立される。
- 1974年 - 時計産業に対して表面のスクラッチ防止用黄金色のPVDコーティングを開発する。
- 1974年 - Oerlikon-Bührle Holding AG の100%子会社となる。
- 1977年 - 世界ではじめて工具にPVD法によるTiNコーティングを行うサービスを展開する。
- 1987年 - 日本バルザース社が平塚に設立、日本での受託コーティングビジネスを開始する。
- 2006年 - バルザース社がエリコンバルザース社に社名を変更する。

## PVDコーティング
- Balinit A - 窒化チタン (TiN) コーティング
- Balinit B - 窒化チタンカーバイド (TiCN) コーティング
- Balinit C - タングステンカーバイド (WC/C) コーティング
- Balinit D - 窒化クロム (CrN) コーティング
- Balinit FuturaNano - 窒化チタンアルミ (TiAlN) コーティング
- Balinit Lumena - 窒化チタンアルミ (TiAlN) コーティング
- Balinit Alcrona - 窒化アルミクロム (AlCrN) コーティング
- Balinit DLC - ダイヤモンドライクカーボン (DLC) コーティング

## 日本法人
1987年に日本バルザース株式会社（現・エリコンジャパン株式会社）が設立され、神奈川県平塚市に第一コーティングセンター（本社工場）を、2003年愛知県知立市に第二コーティングセンター（名古屋工場）、2004年静岡県菊川市・加茂工業団地に第三コーティングセンター（静岡工場）を設立。2006年に社名を日本エリコンバルザース株式会社に変更し、栃木県下野市・石橋工業団地に第四コーティングセンター（栃木工場）を、2009年兵庫県三木市・ひょうご情報公園都市に第五コーティングセンター（神戸工場）を設立。2018年に名古屋工場を愛知県西尾市に移転した。日本での切削工具への受託コーティングのシェアは1位である。2021年6月にエリコンメテコジャパン株式会社と合併し社名をエリコンジャパン株式会社に変更した。
- 平塚工場（本社所在地）：神奈川県平塚市四之宮7-2-2
- 名古屋工場：愛知県西尾市中畑町二割3-2
- 静岡工場：静岡県菊川市加茂1110-10
- 栃木工場：栃木県下野市下石橋547-1
- 神戸工場：兵庫県三木市志染町戸田689-3